# Pat O'Neill
Pat O'Neill (Estats Units, 1939) és un director de cinema estatunidenc. Va estudiar disseny i escultura a UCLA, i amb la seva primera pel·lícula, By the Sea (1963), va ser uns dels pioners a introduir gràfics fets per ordinador. També va ser cofundador de l'escola Cal Arts (Califòrnia) de cinema i vídeo a principis dels setanta. És autor d'una extensa filmografia plena d'innovacions.

## Filmografia
- By the Sea (amb Robert Abel) (1963)
- Bump City (1964)
- 7362 (1965–67)
- Coming Down (aka Heresy) (1968) (promo film per a The United States of America)
- Screen (1969)
- Runs Good (1970)
- Easyout (1972)
- The Last of the Persimmons (1972)
- Down Wind (1973)
- Saugus Series (1974)
- Sidewinder's Delta (1976)
- Foregrounds (1978)
- Sleeping Dogs (Never Lie) (1978)
- Two Sweeps (1979)
- Let's Make a Sandwich (1978–82)
- Water and Power (1989)
- Trouble in the Image (1996)
- Coreopsis (1998)
- Squirtgun Step Print (1998)
- The Decay of Fiction (2002)
- Horizontal Boundaries (2008)
- I Put Out my Hands (2009)
- I Open the Window (2009)
- Starting to go Bad (2009)
- Painter & Ball 4-14 (2010)
- Ojo Caliente (2012)